# Tom Hall
Tom A. Hall (Wisconsin, 1964. szeptember 2. –) amerikai játéktervező.

## Élete
Az Wisconsin–Madison Egyetemen számítástudományból diplomát szerzett. 1987-ben a Softdisk Inc.-nél dolgozott, ahol szerkesztője és fejlesztője is volt a Softdisk-nek. Néhány munkatársával együtt, John Carmack, John Romero és Adrian Carmackkel megalapították az id Software-t. Itt kreatív rendezőként és tervezőként dolgozott, olyan játékokon dolgozva, mint a Commander Keen-sorozat, Wolfenstein 3D, Spear of Destiny és a Doom.
Miután összetűzésbe került Carmackkel a Doom sorozat tervezése kapcsán, 1993 augusztusában kilépett az id Software-től, majd az Apogee/3D Realms-nál kezdett dolgozni. Ő volt a Rise of the Triad játéktervezője, gyártotta a Terminal Velocity-t, és több fokon részt vett a Duke Nukem II és Duke Nukem 3D készítésében is. A Prey terven is dolgozott, egészen 1996. augusztus 12-ig, amikor is kilépett az Apogee-től.
Társalapítója volt az Ion Stormnak John Romeróval, ahol az Anachronoxot is készítették. Többek közt ez a cég készítette Az év játéka 2000-et, a Deus Exet, ahol Hall adta az egyik karakter hangját. Ő és Romero ezután megalapította a Monkeystone Gamest, a céget, amelynek célja telefonon játszható játékokat gyártani, az új telefonos trendeknek megfelelően. Ő tervezte, és Romero programozta a Hyperspace Delivery Boy!-t, amely 2001. december 23-án jelent meg.
Romeróval beléptek a Midway Gamesbe, 2003-ban, így a Monkeystone 2005 januárjában lehúzta a rolót. Hall a Midway-től is hamar kilépett, és egyéni vállalkozóként dolgozott Austinban egészen februárig, amikor belépett egy új, ezen a környéken induló startup vállalkozásba, a KingsIsle Entertainment-be,
Hall később kiszállt a Kingsisle-ből és a Loot Dropnál kezdett dolgozni 2011. január 1-én. Loot Droppal karöltve sikertelenül próbálta elindítani a Shakert a közösségi finanszírozási platformon, a Kickstarteren 2012 októberében. Hall egy másik játékot is megpróbált elindítani a Kickstarteren, a Worlds of Wandert, de ez a próbálkozása is kudarcba fulladt
2013 márciusában Hall belépett a PlayFirst-be, mint fő tervező.

## Dopefish
Hall a Dopefish megalkotója is, mely egy nagy, zöld, kiálló fogú hal, aminek az egyedüli célja a "Swim, swim, hungry" azaz „Úszik, Úszik, Éhes”. A Dopefish először a Commander Keen 4. részében jelent meg, majd azóta sok másik játékban is feltűnt.

## Szinkronhang
Hall a következő hangokat adta a számítógépes szerepjátékban, a Deus Exben: Morpheus; Howard Strong; Walton Simons. A projektvezető hangját is ő adta a Deus Ex: Invisible War nyitó jelenetében, valamint PAL-18, Councilman Willis, Dr. Hush-Hush és Eddie the Chew hangját is ő kölcsönözte.